# TSR Group

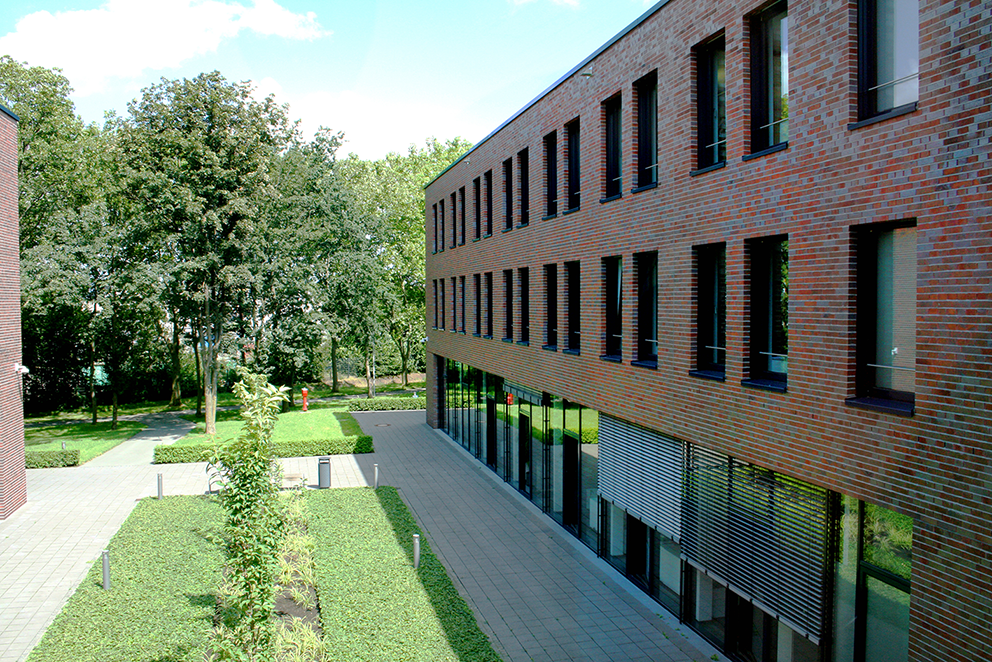
Verwaltungsgebäude TSR Recycling in Lünen

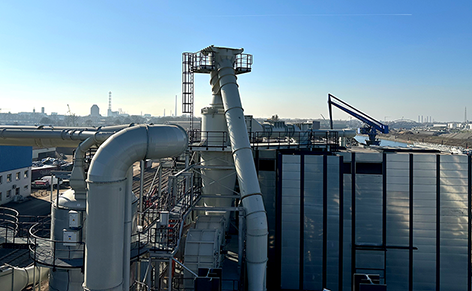
TSR40 Anlage in Duisburg

Die TSR Group GmbH & Co. KG mit dem Hauptsitz in Lünen ist ein Recyclingunternehmen für Stahlschrott und Nichteisenmetalle. Das Unternehmen verfügt über 170 Standorte, darunter in Deutschland, Tschechien, in den Niederlanden und Polen.
TSR befindet sich vollständig im Besitz von Remondis.

## Geschichte
TSR Group wurde 1890 unter dem Namen Thyssen Sonnenberg gegründet. Bei der Fusion der beiden Unternehmen Thyssen und Klöckner im Jahre 1996 wurde das Unternehmen in Thyssen Sonnenberg Recycling umbenannt. 1998 erwarb das niederländische Unternehmen SHV 60 % der Anteile von Thyssen Sonnenberg Recycling. Zwei Jahre später übernahm SHV das Unternehmen vollständig.
2006 verkaufte SHV alle Anteile der TSR an die Unternehmen Remondis (60 %), ALFA Acciai Spa (20 %) und Cronimet (20 %). 2017 übernahm Remondis die Anteile der ALFA Acciai Spa und Cronimet und wurde so zum alleinigen Gesellschafter des Unternehmens. 2019 erfolgte die Übernahme aller europäischen Unternehmensteile der Sims Metal Management durch TSR.
Im Juni 2021 gründeten die Aurubis AG und TSR ein Joint Venture für die Kabelzerlegung der Aurubis-Tochter Cablo Metall-Recycling und Handel GmbH in Fehrbellin sowie die Kabelrecycling-Aktivitäten der TSR in Gelsenkirchen. Das Joint Venture wird unter dem Namen Cablo GmbH geführt. TSR hält als Gesellschafter 60 % der Anteile, die Aurubis AG 40 %. Im selben Jahr übernahm TSR das Recyclingunternehmen Willi Hennies.
Zusammen mit Thyssenkrupp Steel und den Hüttenwerken Krupp Mannesmann ist TSR seit 2021 im Projekt REDERS (Reduzierte CO2-Emissionen durch Erhöhung der Recyclingquote bei der Stahlherstellung) tätig. Das Projekt soll zur Stärkung der Kreislaufwirtschaft beitragen und wird durch das Land Nordrhein-Westfalen gefördert.
Im Rahmen dieses Projekts entwickelte TSR ein Verfahren, um verschiedene Stahlschrottsorten in das Recyclingprodukt TSR40 umzuwandeln. Im April 2023 nahm TSR eine Aufbereitungsanlage für das Recyclingprodukt TSR40 in Duisburg in Betrieb, welche dieses Verfahren einsetzt. Nordrhein-Westfalen förderte das Verfahren mit 7 Millionen Euro und TSR investierte rund 50 Millionen Euro in den Standort.
2023 gründete TSR zusammen mit Rhenus die Battery Lifecycle Company (BLC), welche Recycling und die Wiederverwendung von Batterien aus Elektrofahrzeugen betreibt.
Im Dezember 2024 wurde die TSR Recycling GmbH & Co. KG in TSR Group GmbH & Co. KG umbenannt.

## Unternehmensstruktur
Alleiniger Gesellschafter der TSR Group GmbH & Co. KG ist die Remondis SE & Co. KG. Diese befindet sich wiederum in Besitz der Holdinggesellschaft Rethmann. TSR ist international mit über 170 Standorten vertreten, darunter in Deutschland, Tschechien, Polen, Dänemark, Österreich, Indien, China, Slowakei und den Niederlanden.
Zur TSR Group gehören folgende Tochtergesellschaften:
- Remine GmbH
- M&R Recycling Solutions GmbH
- MHR Metallhandel Ruhr GmbH
- MSW Metallhandel Südwest GmbH
- Willi Hennies Recycling GmbH & Co. KG
- Volker Bülow & Partner GmbH
- ALFA Recycling München GmbH & Co. KG (anteilig)
- HKS Scrap Metals B.V.[22]
- TSR Czech Republic s.r.o.[23]
- TSR Automotive GmbH[24]
- TSR Resource GmbH & Co. KG (Handelsgesellschaft)[25]
- TSR Poland Sp. Z.o.o.[26]
- TSR Slovakia s.r.o[27]
- TSR Danmark APS[28]
- TSR Deutschland GmbH & Co. KG

### Verbands-Mitgliedschaften
TSR ist Mitglied in der Bundesvereinigung Deutscher Stahlrecycling- und Entsorgungsunternehmen (BDSV), dem Verband Deutscher Metallhändler und Recycler e. V. (VDM), dem Bundesverband der Deutschen Entsorgungs-, Wasser- und Kreislaufwirtschaft (BDE) und im RDRWind e. V. Die Tochtergesellschaft TSR Automotive GmbH ist außerordentliches Mitglied im Verband der Automobilindustrie (VDA)

## Produkte und Leistungen
Das Unternehmen erbringt Dienstleistungen für die Industrie, das metallverarbeitende Gewerbe, Privatkunden sowie Kommunen. Die angebotenen Dienstleistungen teilen sich in die drei Sparten Metallrecycling, Elektrorecycling und Downstream auf. Jährlich werden durch TSR mehrere Millionen Tonnen Schrott verarbeitet.
TSR bietet folgende Produkte und Leistungen an:
- Autorecycling nach Altfahrzeug-Verordnung[33]
- Batterierecycling[17]
- Containergestellung, Logistik und Industrieservice[34]
- Elektronikschrottverwertung[35]
- Handel und Weiterverarbeitung von Stahlschrott und Metallen[16]
- Industrial Consulting[36]
- Recycling von Windkraftanlagen[20]
- Rohstoffaufbereitung[37]
- Stahlwerksdienstleistungen[38]
- Stoffstrommanagement[16]
- TSR40[16]

### TSR40
Die Aufbereitungsanlage in Duisburg für Metallschrott recycelt jährlich bis zu 450.000 Tonnen Schrott und wandelt diesen in das sortenreine Recyclingprodukt TSR40 um. TSR40 wird für die Stahlproduktion wiederverwendet, wodurch der Einsatz von Energie, Primärrohstoffen und der CO2-Ausstoß gesenkt werden. Durch die Aufbereitung kann das Produkt auch in Hochöfen genutzt werden. Im Rahmen des Forschungsprojekts REDERS entwickeln TSR und weitere Projektpartner das Verfahren weiter, um den CO2-Ausstoß weiter zu senken.

### Aufbereitungsanlagen
Neben der Aufbereitungsanlage in Duisburg für TSR40 betreibt TSR außerdem Großscheren, Paketierpressen, Schredder und diverse Fallwerke. Mit diesen Aggregaten werden Altmetalle zu hochofenfertigen Vorprodukten wie TSR40, Graugussbriketts, Automobilblechpaketen, Kühlschrott, chargierfähigen Hochofenprodukten und Metallgranulaten aufbereitet. Weiterhin betreibt TSR am Standort Magdeburg eine Anlage für Batterierecycling, welche zugleich die erste vollautomatisierte Anlage für Batterierecycling in Europa ist. An mehreren Standorten besitzt TSR Aufbereitungsanlagen für Elektronikgeräte. 2021 wurde die Kühlgeräteaufbereitung der Anlage in Lünen modernisiert und seitdem verarbeitet die Anlage jährlich 20.000 Kühlgeräte.

### Batterierecycling
Seit 2021 demontiert TSR Batteriepacks und untersucht diese auf ihre Wiedereinsatzfähigkeit. Zusammen mit Rhenus betreibt TSR seit 2023 zudem die Battery Lifecycle Company GmbH, welche Lithium-Ionen-Batterien aus der Automobilindustrie verwertet. Dazu gehören Tiefentladung, Reparatur und Demontage der Batterien.